# Personaggi di Fate/stay night
Di seguito sono elencati i personaggi che appaiono nella visual novel giapponese Fate/stay night, concepita da Kinoko Nasu e illustrata da Takashi Takeuchi, prodotta dalla software house Type-Moon e pubblicata nel 2004. Oltre ad essa sono riportati anche i personaggi presenti nelle principali opere collaterali facenti parte il canone narrativo ufficiale della saga Fate, ovvero il prequel Fate/Zero e il sequel Fate/hollow ataraxia. I dati presenti sono basati sui booklet, artbook e material book ufficiali, oltre che le opere stesse e alle trasposizioni animate Fate/stay night: Unlimited Blade Works e Fate/stay night: Heaven's Feel. Inoltre, alcuni personaggi compaiono in più opere, perciò verrà preso come metro di giudizio la prima apparizione ufficiale.

## Personaggi principali

### Shirō Emiya
Shirō Emiya (衛宮 士郎?, Emiya Shirō) è il protagonista di Fate/stay night. All'apparenza è un normale sedicenne, ma la presenza in lui di Avalon (il fodero di Excalibur) ha mutato la sua Origine in "Spade" gli consente di guarire anche dalle ferite più letali (se vicino a Saber, altrimenti l'effetto è di molto indebolito) ed è fornito anche di 27 circuiti magici sebbene non di ottima qualità. Suo padre Kiritsugu non ha potuto insegnargli i suoi segreti, dal momento che era morto molto presto, quindi l'unica abilità di Shirō è il trace, on (rinforzo e proiezione), ovvero la capacità di analizzare e rinforzare o ricreare gli oggetti. La sua natura mite e altruista lo porta a fidarsi sempre degli altri e ad impegnarsi anima e corpo in ogni lavoro che svolge. Quando entra in contatto con la guerra del Santo Graal si trova del tutto impreparato a prendervi parte, e solo l'intervento di Saber lo salva dall'attacco, potenzialmente mortale, di Lancer. Decide di prendere parte alla Guerra non per conquistare il Santo Graal, ma per impedire agli altri servant di accrescere la loro forza divorando le anime degli esseri umani (e forse per poter svolgere finalmente quel ruolo di paladino della giustizia che tanto desiderava). Trova subito la collaborazione diTōsaka Rin, una sua compagna di scuola, che oltre ad assisterlo nella guerra lo aiuta a sviluppare la sua unica abilità di mago.
Le sue abilità di proiezione e rinforzo sono particolarmente potenti con gli oggetti affilati per via della sua origine e, tramite la proiezione, riesce a ricreare non solo la struttura esterna dell'arma ma anche le sue abilità, la sua storia e di conseguenza anche le abilità del possessore in parte.
La sua natura a voler difendere il prossimo, unita alla sua incrollabile avventatezza, si riveleranno in seguito essere una vera e propria assenza di spirito di autoconservazione causata dal trauma subito da bambino durante l'incendio da cui fu salvato e ciò lo metterà più volte in situazioni di pericolo anche mortale. Malgrado viva da solo nella grande villa di famiglia gode sempre della compagnia di Sakura, una sua compagna di scuola, e della sua invadente professoressa, Taiga Fujimura. È doppiato in giapponese da Noriaki Sugiyama e Junko Noda da bambino e in italiano da Federico Viola.

### Saber
Saber (セイバー?, Seibā) è il servant evocato da Shiro Emiya durante la quinta guerra del Santo Graal e precedentemente anche dal padre Kiritsugu Emiya durante la quarta guerra del Santo Graal avvenuta dieci anni prima. Coprotagonista dell'opera, è un personaggio fondamentalmente tragico e fondamentale nei vari risvolti della trama. 
La sua vera identità è Artoria Pendragon, colei che sarebbe passata alla storia come Re Artù. Combatte usando Excalibur, di solito invisibile, che è anche la sua arma nobile.

### Rin Tōsaka

Copertina del secondo volume dell'edizione italiana del manga, raffigurante Archer (a sinistra) e Rin (a destra)

Rin Tōsaka (遠坂 凛?, Tōsaka Rin) è l'ultima discendente di una lunga dinastia di maghi, ed è stata preparata al meglio per poter prendere parte alla guerra del Santo Graal. A sua insaputa, è sorella di Sakura. La sua abilità nell'uso degli incantesimi è tale che riesce da sola a tenere testa, seppur debolmente, agli stessi servant. Utilizza pietre e formule magiche, che pronuncia in tedesco. Di aspetto fisico è molto carina, ma malgrado sia considerata la Idol numero uno del liceo Rin non è minimamente interessata alle attenzioni dei maschi. All'inizio della sua route la vediamo mentre evoca il suo servant, Archer. Inizialmente Rin sembra piuttosto delusa per non essere riuscita ad evocare un servant più potente, ma fra i due si instaura subito un legame molto saldo. È lei, fra le altre cose, a cimentarsi nel primo scontro della nuova Guerra, confrontandosi con Lancer nel cortile della scuola. L'arrivo inaspettato di Shirō, però, interrompe lo scontro, e successivamente Rin si trova faccia a faccia con la spada di Saber; in quell'occasione, solo l'intervento di Shirō la salva da morte sicura. In seguito si stabilisce a casa di quest'ultimo, suscitando le ire della professoressa Fujimura e le gelosie di Sakura. Il particolare rapporto che si instaura fra i due lascia supporre che Rin si innamori successivamente di Shirō. Nello scenario Unlimited Blade Works la simpatia della ragazza per Shirō è evidente e dichiara apertamente che lo Shirō che si trova dinnanzi le piace così com'è. In seguito rin e Shirō si trasferiranno insieme a Londra, studieranno alla torre dell'orologio, infine rin e shirō essendosi innamorati, giureranno di passare la loro vita insieme, e di avere il loro lieto fine. È doppiata da Kana Ueda e Katia Sorrentino.

### Archer

Archer in Fate/stay night: Unlimited Blade Works

Archer (アーチャー?, Āchā) è il servant convocato da Rin Tōsaka. Dal carattere altamente cinico e ostile a Shirō e porta dietro di sé diversi rimpianti. In base al corso degli eventi assumerà ruoli diversi all'interno delle vicende. La sua condizione di Spirito Eroico è quella di agente della "Forza Deterrente" e proprio per tale motivo lo vedremo anche agire mettendo da parte le faccende personali e agire nel ruolo di Guardiano. Pur essendo di classe arciere userà tale arma poche volte, preferendo utilizzare due spade per la maggior parte della serie, essendo in grado di generarle automaticamente. La sua vera identità verrà rivelata solo verso la fine dello scenario Unlimited Blade Works: egli altri non è che Shiro dal futuro, divenuto un uomo cinico ed un assassino di innumerevoli uomini cercando di rimanere fedele al suo ideale, realizzando solo in punto di morte quanto fosse vuoto ed inutile. Non essendo un normale eroe non è fornito di una vera e propria arma nobile che cristallizzi la sua leggenda, ma può ricreare uno spazio di singolarità, l'Unlimited Blade Works, il quale è alla base della sua magia di proiezione che gli consente di riprodurre le più disparate armi e anche le loro capacità. È doppiato da Junichi Suwabe e Maurizio Merluzzo.

### Sakura Matō
Sakura Matō (間桐 桜?, Matō Sakura), nata Sakura Tōsaka (遠坂 桜?, Tōsaka Sakura), è la sorella di Shinji ed è innamorata di Shirō. Nell'anime il servant Caster rivela che è stata lei ad evocare Rider e non Shinji. Quando sta per essere sacrificata da Caster per ottenere il Santo Graal scopriamo che Sakura è in realtà la sorella di Rin, allontanata dalla famiglia Tōsaka ed adottata dai Matou. Il suo carattere all'apparenza insicuro nasconde una grande forza interiore.
Se negli scenari Fate ed Unlimited Blade Works ricopre solo un ruolo marginale, in Heaven's Feel è la protagonista. Anche in questo caso viene rivelato che era lei la vera master di Rider ed aveva passato il controllo del servant a suo fratello Shinji in quanto non desiderava affatto combattere. Prima della fine della quarta guerra per il Santo Graal suo nonno adottivo ne aveva impiantato in lei una parte nel tentativo di ricrearlo. Questo evento però porta al riemergere dell'ottavo servant, Avenger, che cerca di rinascere tramite il corpo di Sakura e finendo per causare centinaia di vittime per ottenere nuova energia.
Il suo amore per Shirō la porta a dare il comando a Rider di proteggere il ragazzo qualsiasi cosa accada e questo lo salva, durante la notte in cui Saber perde la vita proprio per mano di Sakura controllata dall'Ombra, dall'attacco mortale di True Assassin. Durante lo scontro con Archer viene protetta dal suo servant che inizia a pietrificare l'avversario con lo sguardo di Medusa. Shirō la difende anche quando Rin, sua sorella, la voleva uccidere per liberarsi di lei prima che fosse troppo tardi e decide di portarla a casa con sé rompendo l'alleanza con Rin.
Durante questo soggiorno Sakura è sempre più eccitata e tenta di sedurre diverse volte Shirō. Shirō decide però che è necessario avvisare Illya del pericolo e va in missione da solo; anche in questo caso i ragazzi vengono salvati dall'arrivo di Rider mandata sul posto da Sakura, preoccupata. Sakura, accortasi di tutto ciò che stava succedendo, decide di fermare Zōken da sola e comanda a Rider, in caso le accadesse qualcosa di male, di stringere un nuovo contratto con un'altra persona. Giunta a casa Matō il fratello la minaccia dicendole che avrebbe detto tutta la verità a Shirō; in preda al terrore uccide Shinji e questo evento le fa capire che non ci sarà più nessuno che terrà a lei, cedendo così alla sua parte oscura nascosta e diventando una terribile e spietata ombra di sé stessa. Senza più un barlume di ragione attacca sia Rin che Shirō tentando di ucciderli ma l'intervento di Rider, che seguiva il vecchio comando impartitole quando Sakura era ancora se stessa, li salva all'ultimo momento.
L'ultima notte Sakura tradisce Zōken e lo uccide, elimina i vermi dal proprio corpo e distrugge anche il loro cuore che li controllava oltre al servant True Assassin. A sua protezione comunque rimane Saber Alter che viene successivamente eliminata dall'unione di forza tra Shirō e Rider. Sakura intanto è impegnata nello scontro con Rin e la maledice per quanto fosse stata insensibile nei suoi confronti avvicinandosi troppo al suo amato Shirō. Rin così capisce i sentimenti di sua sorella e decide di non voler più combattere dando la possibilità a Sakura di eliminarla. Sakura in stato confusionale la colpisce al petto ma Rin l'abbraccia. Questo gesto d'amore fa capire a Sakura che non è sola e torna in sé dando il tempo a Shirō di creare il "Rule Breaker" e spezzare il legame tra lei e Avenger. Nel "Normal Ending", dopo che Shirō riesce a ricreare l'Excalibur e distruggere il Santo Graal perdendo però la vita nel farlo, Sakura rifiuta di accettarne la morte e decide di vivere nella casa Emiya in sua attesa per sempre. Nel "True Ending" (vero finale) di questo scenario all'ultimo istante interviene Illya che chiude il portale ed evoca l'Heaven's Feel su Shirō permettendogli di sopravvivere sacrificando se stessa. Sakura, Shirō e Rider (mantenuta in vita dall'enorme quantità di mana emesso da Sakura) vanno a vivere tutti e tre felicemente insieme.
In Fate/hollow ataraxia Sakura conduce una vita tranquilla nella città di Fuyuki in compagnia di Shirō e Rider mentre Rin si è trasferita all'Accademia dei maghi. Rider rivela che la ragazza è diventata il nuovo capitano del club di arcieri della scuola. Anche il lato oscuro di Sakura esiste ancora ma appare sempre in modo comico senza altri fini. In Eclipse, episodio bonus di Fate/hollow ataraxia, Sakura e Rider sembrano collaborare nel sedurre Shirō ed iniziare con lui un rapporto sessuale a tre. Ma in realtà è tutta opera di Rider che vorrebbe che il ragazzo si avvicinasse a Sakura in maniera più decisa ed aggressiva. Shirō nel mezzo di questo incontro amoroso però riesce a capire l'inganno e riflette l'incantesimo su Rider stessa. Alla fine Rider rivela che anche lei si è innamorata profondamente di Shirō e la Sakura da lei ricreata era la rappresentazione dei suoi veri sentimenti per il ragazzo.
In Fate/Zero (e nel libro Character material) appare una giovanissima Sakura con gli occhi blu ed i capelli neri. Queste sono le sue vere sembianze prima della fusione con una parte del Santo Graal. Le sue fattezze però sono già mutate in modo considerevole rispetto a quando venne adottata, un anno prima dell'inizio della quarta guerra per il Santo Graal. È doppiata da Noriko Shitaya e Tiziana Martello.

### Rider
Il vero nome di Rider (ライダー?, Raidā) è Medusa, la gorgone che trasformava chiunque la guardasse in pietra ed è questo il motivo per cui indossa una maschera copriocchi. Assieme alle sorelle Steno ed Euriale era nata dal desiderio degli uomini di avere una dea ideale e perfetta al contrario di quelli presenti nell'Olimpo. Tutte e tre le sorelle furono benedette da una bellezza divina ma tra loro solo Medusa era mortale e quindi soggetta ad invecchiamento. La maledizione di Atena la costringe a portare perennemente una maschera copriocchi perché chiunque la dovesse guardare negli occhi si tramuterebbe immediatamente in pietra. Per queste differenze subì il maltrattamento delle sorelle maggiori. Dopo essersi trasformata in una creatura terribilmente crudele venne uccisa e decapitata da Perseo armato dei nove nobili fantasmi. Dal suo collo uscirono i figli che aveva generato con Poseidone: Pegaso e Crisaore. In Fate/stay night non viene fatto nessun accenno a Crisaore ed ai capelli tramutati in serpenti da Atena.
Rider ha tre "Noble Phantasm". Il primo, Blood Fort Andromeda, è una barriera che le consente di assorbire il mana da tutte le persone che si trovano al suo interno. Il secondo, Bellerofonte, sono le redini che le consentono di cavalcare Pegaso nato dal suo collo tagliato. Mentre il terzo, Breaker Gorgon, corrisponde al rompere la maschera copriocchi e quindi liberarne il terribile potere nascosto. Un'altra sua capacità è quella di poter manipolare a proprio piacimento i sogni delle persone ed infatti nello scenario Heaven's Feel si ricarica di mana apparendo in sogno a Shirō.
Rider inizialmente è la servant di Sakura Matō ma sotto pressione di Shinji, suo fratello, la ragazza decide di concedergli il suo utilizzo al proprio posto. Rider è uno dei servant più potenti della quinta guerra, attenta e silenziosa non ci pensa due volte prima di rischiare la sua vita per il proprio master "acquisito" anche se lo detesta giudicandolo una persona vile e meschina. Al contrario per il proprio passato molto simile ha una sorta di forte empatia con Sakura. Non ha nessun motivo dichiarato per voler ottenere il Santo Graal.
Anche se molto potente viene eliminata molto presto negli scenari Fate dall'Excalibur di Saber ed in Unlimited Blade Works dal master di Caster, Kuzuki Sōichirō. Ha un ruolo fondamentale nel terzo scenario Heaven's Feel dove viene liberata dal compito di servire Shinji e le viene affidato da Sakura quello di proteggere Shirō. Proprio questo evento salva la vita al ragazzo che stringe con lei un'alleanza per salvare Sakura. In combattimento assiste Shirō contro Dark Sakura permettendogli di assestarle il colpo finale e poi anche contro Angra Mainyu.
In Fate/hollow ataraxia indossa un paio di occhiali al posto della maschera e trascorre la maggior parte del proprio tempo a casa di Shirō leggendo libri ed aiutando gli altri servant a combattere le "Shadow Wolf Beasts" durante l'eclisse a Fuyuki.
In Eclipse, episodio bonus di Fate/hollow ataraxia, Sakura e Rider sembrano collaborare nel sedurre Shirō ed iniziare con lui un rapporto sessuale a tre. Ma in realtà è tutta opera di Rider che vorrebbe che il ragazzo si avvicinasse a Sakura in maniera più decisa ed aggressiva. Shirō nel mezzo di questo incontro amoroso però riesce a capire l'inganno e riflette l'incantesimo su Rider stessa. Alla fine Rider rivela che anche lei si è innamorata profondamente di Shirō e la Sakura da lei ricreata era la rappresentazione dei suoi veri sentimenti per il ragazzo. Durante le scene amorose tra Rider e Shirō lei è sempre girata di spalle per evitare che i loro occhi si incrocino. È doppiata da Yū Asakawa e Benedetta Ponticelli.

### Illyasviel von Einzbern
Illyasviel von Einzbern (イリヤスフィール・フォン・アインツベルン?, Iriyasufīru fon Aintsuberun) è una ragazzina apparentemente fragile e indifesa. In realtà sotto quel suo aspetto dolce nasconde un animo freddo come il ghiaccio, ed è disposta a qualsiasi cosa pur di sconfiggere i suoi avversari, primi fra tutti Rin e Saber. Il suo servant è Berserker. Nonostante il suo spirito duro e ostile, rivela un carattere comunque fanciullesco e allo stesso tempo solitario, come una ragazzina sola e "sfruttata" può essere, anche se orgogliosa del suo compito. Combatte per la famiglia Einzbern, un'altra delle tre fondatrici del rituale, della quale non è in realtà una discendente normale, ma un homunculus, un essere umano artificiale costruito con la magia dalla famiglia in questione, per funzionare sia da master loro rappresentante sia da veicolo del Graal, in quanto esso, in realtà, necessità di una figura umana per manifestarsi in maniera corretta (dopo che in alcune delle precedenti guerre la natura altrimenti materiale del Graal fu causa di problemi). È la figlia di Kiritsugu Emiya e Irisviel von Einzbern, non che sorella acquisita di Shriō Emiya. È doppiata da Mai Kadowaki e Martina Felli.

### Kirei Kotomine
Kirei Kotomine (言峰 綺礼?, Kotomine Kirei) è un sacerdote che svolge l'incarico di osservatore e giudice nella guerra del Santo Graal. Nella sua chiesa possono trovare rifugio i master che si sono arresi e che vogliono difendersi dagli attacchi degli altri concorrenti. Sarà lui, assieme a Rin, ad introdurre Shirō nella nuova realtà, spiegandogli le "regole del gioco". In realtà egli è il master di Lancer, rubato a Bazett Fraga Mcremitz all'inizio della guerra. Fu lo stesso che dieci anni prima provocò il mare di fiamme grazie al Graal.
Durante gli avvenimenti di Fate/Zero era il master di Assassin e allievo di Tokiomi Tōsaka (il padre di Rin) prima di tradire quest'ultimo e formare una duratura alleanza con Gilgamesh.
Dall'indole altamente sadica continuerà a tramare nell'ombra nel corso di ogni route per adempire ai suoi scopi aiutato da Gilgamesh stesso e sfruttando Lancer per eseguire manovre di ricognizione.
La sua risolutezza gli consente di primeggiare in qualsiasi ambito impiegando diverse volte l'impegno di una normale persona ma finisce per abbandonare tutto prima di raggiungere l'apice ogni volta per via della sua mancanza di soddisfazione. Inoltre le sue capacità fisiche al limite dell'umano, le sue magie di comando in larga quantità in quanto supervisore e le sue capacità magiche di rafforzamento fisico, unite alle arti marziali cinesi e all'esperienza come Esecutore della Chiesa lo rendono un avversario temibile e una delle minacce più grandi della storia. È doppiato da Jōji Nakata e Claudio Moneta.

### Gilgamesh
Gilgamesh è il grande re per metà uomo e per metà dio nato dall'unione tra il re di Uruk, Lugalbanda e la dea Rimat-Ninsun. Governò la città-stato sumera di Uruk, la capitale dell'antica Mesopotamia. Era un essere supremo e trascendentale, era così divino da essere per due terzi un dio e un terzo umano, nessun altro al mondo poteva eguagliarlo. Era "il re degli eroi", possedeva tutti i tesori di questo mondo, il suo racconto è registrato nel più antico dei poemi epici dell'umanità, l'Epopea di Gilgamesh che ritrae Gilgamesh come un eroe, destinato a diventare un re e a raggiungere grandi imprese, è spinto ad affrontare il suo destino, affrontando sfide insieme al suo migliore amico Enkidu.

## Personaggi di supporto

### Umani

#### Kiritsugu Emiya
Famoso come "ammazza-maghi", Kiritsugu Emiya (衛宮 切嗣?, Emiya Kiritsugu) è un mago atipico che fa utilizzo di tattiche da sicario e utilizza varie armi da fuoco per abbattere i nemici. Non si ferma davanti a nulla e sembra non avere sentimenti, anche se in realtà è una persona molto controversa e nasconde un passato tormentato. Precedentemente agli eventi di Fate/Zero fu ingaggiato dalla famiglia Einzbern per partecipare alla quarta guerra come loro master, fu in quel periodo che conobbe l'omuncolo Irisviel von Einzbern dalla quale ebbe una figlia, Illyasviel von Einzbern.
Padre adottivo di Shirō, nella precedente guerra del Santo Graal era stato il master di Saber. In quell'occasione si era scontrato con Kotomine e il suo nuovo servant Gilgamesh. La battaglia che ne seguì fu così violenta da provocare un incendio che distrusse l'intera zona; Gilgamesh si rivelò un avversario troppo forte per Saber, quindi Kiritsugu, sfruttando la sua ultima magia di comando, ordinò a Saber di distruggere il Santo Graal. A causa di ciò, lei lo ha sempre odiato. Stando al racconto della stessa Saber, Kiritsugu era un mago di livello superiore, che per adempiere appieno alla sua missione aveva ucciso le sue stesse emozioni, perché non gli impedissero di fare la stessa cosa con gli esseri umani. Al termine della guerra incontrò Shirō, rimasto orfano e ferito gravemente. Riuscì a salvargli la vita inserendo dentro di lui Avalon, il fodero di Excalibur, dotato del grande potere di guarire qualsiasi ferita, anche la più mortale. Probabilmente Kiritsugu commise tale gesto per far pace con la coscienza, ma col passare del tempo la vicinanza di Shirō lo fece cambiare, facendogli riscoprire l'umanità che aveva sacrificato. I suoi ideali di giustizia e di senso del dovere impressionarono molto Shirō, che decise di farli suoi e di impegnarsi a sua volta alla difesa degli altri. Intuendo che Shirō avrebbe potuto essere scelto dall'Ordine dei Maghi per prendere parte alla prossima guerra del Santo Graal, Kiritsugu tracciò un nuovo circolo magico nello scantinato della sua villa, in modo che Saber, in tale eventualità, potesse giungere dal ragazzo come suo servant. Alla sua morte, avvenuta cinque anni dopo la guerra a causa della maledizione gettata su di lui da Kirei Kotomine, lasciò in eredità a Shirō molti beni fra i quali la grande villa di famiglia. È doppiato in giapponese da Rikiya Koyama e Miyu Irino da giovane e in italiano da Lorenzo Scattorin.

#### Taiga Fujimura
Taiga Fujimura (藤村 大河?, Fujimura Taiga) è la padrona di casa della residenza Emiya, tutrice di Shriō (fu lei che gli insegnò i fondamenti del combattimento all'arma bianca) e vecchia amica di Kiritsugu. Figlia di un boss della yakuza, la mafia giapponese, che va sotto il nome di Gruppo Fujimura e che era in buone relazioni con lo stesso Kiritsugu col quale si conobbe anche per il suo interesse in quest'uomo che aveva viaggiato ovunque nel mondo e che conosceva molto bene l'inglese materia di cui diverrà insegnante. Dopo la morte di quest'ultimo diverrà una presenza fissa in casa, assieme a Sakura, "scroccando" ogni volta la cena. Oltre a ciò, e anche professoressa di lingua inglese al liceo Homurahara Gakuen, lo stesso frequentato dai protagonisti. Durante le vicende di Fate/stay night resterà in parte all'oscuro degli accadimenti per quanto spesso ne sia indirettamente protagonista, come ad esempio durante la route Unlimited Blade Works, quando verrà tramortita e rapita da Caster per essere usata come merce di ricatto. Col misterioso avvento di Saber e Rin come conviventi di Emiya, risulterà più agitata del solito e in parte anche ingelosita dalla situazione sebbene la relazione che la leghi a Shriō sia più di affetto parentale.
In uno special drama CD del 2010 ci viene rivelato che l'aspirazione nel diventare insegnante nacque nell'incontro con Waver Velvet e il suo servant Raider, durante la quarta guerra del Santo Graal, i quali la aiutarono a rintracciare la proprietaria di un gatto perso per strada. Tale evento, per quanto semplicistico e dai risvolti comici, le fece comprendere il valore nell'aiutare i ragazzi più giovani. È doppiata da Miki Itō e Jolanda Granato.

#### Issei Ryūdō
Issei Ryūdō (柳洞 一成?, Ryūdō Issei) è il presidente del consiglio studentesco e migliore amico di Shriō. Vive al tempio Ryūdō insieme a Sōichirō Kuzuki, ormai considerato un membro della famiglia e considerato come un fratello maggiore per lui. Resta all'oscuro del passato del professore e del susseguirsi di eventi della guerra. È doppiato da Mitsuaki Madono e Gabriele Marchingiglio.

#### Shinji Matō
Shinji Matō (間桐 慎二?, Matō Shinji) è il fratello di Sakura e anche lui partecipa alla guerra del santo graal. Di carattere pavido e opportunista, per vincere la guerra è pronto a ricorrere a qualsiasi mezzo, anche il più malvagio. Il suo servant è Rider. In Fate rimarrà vittima di Berserker. Sul finale di Unlimited Blade Works diverrà il recipiente del Santo Graal, mentre in Heaven's Feel verrà ucciso brutalmente dalla sorella Sakura. Il suo design è ispirato a Kyōichi Saionji di Utena la fillette révolutionnaire. È doppiato da Hiroshi Kamiya e Paolo De Santis.

#### Sōichirō Kuzuki
Sōichirō Kuzuki (葛木 宗一郎?, Kuzuki Sōichirō) viene addestrato fin dalla gioventù all'arte dell'assassinio, e dopo un'intensa carriera si ritira in anonimato a Fuyuki diventando professore al liceo Homurahara. Agli inizi della quinta guerra del Santo Graal troverà Caster in fin di vita, e dopo aver ascoltato la sua storia decide di sua spontanea volontà di divenire il suo master, probabilmente come una sorta di redenzione. Durante gli eventi di Unlimited Blade Works, Caster gli esternerà il suo amore proteggendolo da una raffica di spade da parte di Archer e scomparirà tra le sue braccia. A quel punto Kuzuki morirà cercando di vendicarla. È doppiato da Masaki Terasoma e Massimiliano Lotti.

### Servant

#### Lancer
Il vero nome di Lancer (ランサー?, Ransā) è Cú Chulainn, eroe della mitologia irlandese, protagonista del ciclo dell'Ulster nonché del folclore di Scozia e dell'Isola di Man. Il suo Noble Phantasm è il Gae Bolg, la sua lunga lancia rossa, attraverso la quale uccide i suoi nemici colpendoli direttamente al cuore. Inizialmente servant di Bazett Fraga Mcremitz ma successivamente costretto a sottomettersi a Kotomine Kirei dopo questo le ha rubato gli incantesimi di comando. In tutte e tre le route si dimostra una persona ambigua per quanto riguarda la lealtà verso le diverse fazioni, arrivando persino, durante Unlimited Blade Works, al gesto estremo di uccidere il proprio master per salvare la vita di Rin Tōsaka con la quale aveva precedentemente stretto un'alleanza. È doppiato da Nobutoshi Kanna e Ruggero Andreozzi.

#### Berserker
Berserker (バーサーカー?, Bāsākā) il servant di Illyasviel, rappresentante della famiglia Einzbern. La sua vera identità è Eracle, eroe e semidio della mitologia greca, corrispondente alla figura della mitologia etrusca Hercle e a quella della mitologia romana Ercole. La sua arma nobile "God Hand" gli consente di risorgere fino a 12 volte (tante quante le sue fatiche), di essere immune agli attacchi di rango B o inferiore e di ricevere resistenza contro armi e attacchi già usati. Lo Spirito Eroico Eracle possiede inoltre anche l'arma nobile "Nine Lives", in origine l'arma con cui uccisa l'Idra e che Eracle si allenò ad eseguire con qualsiasi altra arma, ma è sigillata a causa dell'incantesimo di follia tipico della classe Berserker.
Spinto da un forte legame con la propria master, farà di tutto per proteggerla superando persino i suoi stessi limiti, non riuscendo comunque ad adempiere completamente alla sua missione. È doppiato da Tadahisa Saizen.

#### Assassin
Assassin (アサシン?, Asashin) è colui che proclama di essere Sasaki Kojirō, leggendario spadaccino Giapponese principalmente ricordato per le circostanze della sua morte, avvenuta nel 1612 nel corso di un duello con Miyamoto Musashi. Combatte utilizzando una Nodachi a due mani e a causa della sua natura da servant irregolare, essendo stato evocato da Caster, è costretto, indipendentemente dalla situazione, a fare la guardia davanti al portone del tempio Ryūdō, restandoci confinato.
Dotato di grande risolutezza e di abilità sublime, riesce a tenere testa ad avversari che lo superano in ogni parametro grazie alla sua tecnica di spada. Proprio queste caratteristiche, sebbene non sia dotato di un'arma nobile in quanto servant irregolare, gli consentono di sviluppare un fenomeno di rifrazione dimensionale al livello di un'arma nobile, la "Tecnica Segreta: Tsubame Gaeshi". È doppiato da Shin'ichirō Miki e Gianluca Iacono.

#### Caster
Caster (キャスター?, Kyasutā) è la strega che vive nel tempio Ryūdō. La sua vera identità è Medea, figura della mitologia greca, figlia di Eeta, re della Colchide, e di Idia, presente nelle nel mito di Giasone e gli argonauti. La sua arma nobile si chiama Rule Breaker, un pugnale che ricorda la sua storia di plurima traditrice ed è in grado di annullare qualsiasi incantesimo e di controllarlo a suo piacimento. Era inizialmente il servant di Atrum Galliasta per poi tradirlo e ucciderlo. Successivamente sarà soccorsa da Sōichirō Kuzuki con la quale stringerà un nuovo contratto, per poi rivelargli, sul letto di morte, il suo amore prima di scomparire. È doppiata da Atsuko Tanaka e Alessandra Korompay.

### Personaggi secondari

#### Leysritt e Sella
Leysritt (リーゼリット?, Rīzeritto) e Sella (セラ?, Sera) sono le donne di servizio di Illyasviel, oltre a fare da badanti e istruttrici nei segreti della stregoneria. Come Illyasviel, entrambe hanno capelli biondi setosi e profondi occhi color cremisi. Sella è abbastanza capricciosa e insicura (specialmente con questioni riguardanti il suo corpo), ed è molto diffidente di Shirō Emiya. Al contrario, Leysritt è di gran lunga più casuale, e porta dei sentimenti di affetto verso Shirō perché la sua presenza rende Illyasviel felice. Leysritt è abile nei combattimenti, specialmente con le alabarde, ed ha la capacità di sacrificare la propria vita per manifestare la veste del cielo, un artefatto della famiglia Einzbern capace di applicazioni limitate della tera vera magia, miracoli che possono compiere l'impossibile oltre ai limiti della scienza moderna o della stregoneria. Sono doppiate rispettivamente da Miho Miyagawa e Annalisa Longo e da Haruhi Nanao e Deborah Morese.

#### Ayako Mitsuzuri
Ayako Mitsuzuri (美綴 綾子?, Mitsuzuri Ayako) è un'atleta eccezionale e capitano del dojo di tiro con l'arco. Ayako e Rin si sfidano continuamente per vedere chi sarà la prima a trovarsi un ragazzo. Lei e Shirō sono amici intimi, anche se il suo atteggiamento da maschiaccio mette Shirō a disagio, e vorrebbe vedere Shirō sorridere, cosa che non l'ha mai visto fare. È resa vittima da Rider o Caster all'inizio della storia, e viene trovata svenuta più tardi in un vicolo. Nell'anime, Ayako è vista con Shinji dopo la sua scomparsa, anche se Shinji lo nega quando confrontato con Shirō. Ayako spesso chiede a Shiro di venire a vedere la pratica al dojo di tiro con l'arco per tentare di invogliarlo a riprendere parte alle attività del club che il ragazzo aveva precedentemente abbandonato per un infortunio causato da Shinji. Dopo l'aggressione di Rider, si dice che Ayako fosse stata ricoverata in ospedale, ma non viene più vista. È doppiata da Fumie Mizusawa e Ludovica De Caro.

#### Atrum Galliasta
Atrum Galliasta (アトラム・ガリアスタ?, Atoramu Gariasuta) è un personaggio esclusivo della serie animata Fate/stay night: Unlimited Blade Works, aggiunto dallo stesso Kinoko Nasu per ampliare la storia. È il primo master di Caster e inviato speciale alla guerra del Santo Graal dall'Associazione dei maghi. Spocchioso, arrogante e indifferente al dolore altrui. Deluso dai poteri di Caster, progetta di eliminarla così da poter evocare un altro servant, ma sarà ucciso da quest'ultima prima di poter mettere in moto il suo piano. È doppiato da Jun Fukushima e Matteo De Mojana.

## Personaggi introdotti inFate/hollow ataraxia

### Bazett Fraga McRemitz
Bazett Fraga McRemitz (バゼット・フラガ・マクレミッツ?, Bazetto Furaga MakuRemittsu) è la master originale di Lancer durante la quinta guerra del Santo Graal. Era stata mandata dall'Associazione dei maghi ma fu tradita da Kotomine Kirei, e abbandonata con una ferita fatale. Avenger le salvò la vita, e lei gli fa da master durante Fate/hollow ataraxia. È doppiato da Hitomi Nabatame.

### Caren Hortensia
Caren Hortensia (カレン・オルテンシア?, Karen Orutenshia) è la figlia di Kotomine Kirei. Prenderà il suo posto alla chiesa di Fuyuki durante gli eventi di Fate/hollow ataraxia. È doppiata da Ami Koshimizu.

### Avenger
Il vero nome di Avenger (アヴェンジャー?, Avenjā) è Angra Mainyu, spirito malvagio e distruttore nella religione zoroastrista, non che servant di Bazett Fraga McRemitz e figura portante nelle cronache di Fate/stay night. Le sue origini vanno ritrovate durante la terza guerra del Santo Graal quando la famiglia Einzbern, per assicurarsi la vittoria, lo evocarono come servant irregolare. Sfortunatamente si rivelò troppo debole e fu il primo servant a perire e a venire inglobato nel Graal. Questo gli diede la possibilità di corrompere la reliquia dal suo interno, trasformandola nell'oggetto di morte, distruzione e corruzione dell'animo come viene presentato in Fate/Zero e Fate/stay night. Successivamente sarà colui che risveglierà Bazett all'inizio di Fate/hollow ataraxia. È doppiato da Takuma Terashima.

## Personaggi introdotti inFate/Zero

### Irisviel von Einzbern
Irisviel von Einzbern (アイリスフィール・フォン・アインツベルン?, Airisufīru fon Aintsuberun) fa parte della famiglia Einzbern, che da secoli tenta di impadronirsi del Graal per i propri scopi. È un omuncolo creato con il solo scopo di essere il recipiente del Graal, è alleata di Kiritsugu e funge da master temporaneo per Saber. Di natura buona e tranquilla, è innamorata follemente di Kiritsugu e ha avuto da lui una figlia, Illyasviel. Prima della guerra viene impiantato nel suo corpo Avalon, il fodero di Excalibur nonché arma concettuale, che ferma l'invecchiamento e cura velocemente ogni ferita. È molto abile nell'uso della magia e dei famigli, ma non ha una grande forza fisica o resistenza e si stanca facilmente. Essendo stata sempre rinchiusa nel castello degli Eizenbern, si stupisce per ogni cosa che accade ed è sempre curiosa. Instaura un legame di amicizia/rispetto reciproco con Saber, trattandola come sua pari. È doppiata da Sayaka Ōhara e Debora Magnaghi.
Viene nominata un'unica volta da Illyasviel in Fate/hollow ataraxia.

### Waver Velvet
Waver Velvet (ウェイバー・ベルベット?, Ueiba Berubetto) è inizialmente un apprendista mago alla Torre dell'Orologio e allievo di Kayneth Archibald-El Melloi. La sua idea di "mago" viene schernita da Kayneth che ritiene Waver indegno di essere un mago; per questo motivo il ragazzo deciderà di "rubare" l'offerta per l'evocazione del servant di Kayneth e recarsi a Fuyuki per partecipare alla quarta guerra del Santo Graal. Inesperto e povero di esperienze reali, verrà "trascinato" più volte nel mezzo degli eventi da Rider, il suo servant con la quale stringerà un onesto e profondo legame d'amicizia, cosa che lo porterà a maturare interiormente come mago e come persona. Successivamente agli eventi della quarta guerra diventerà professore stimato e detective magico presso l'organizzazione dei maghi a Londra, venendogli affibbiato il nome di Lord El-Melloi II, atto a rappresentare la successione spirituale dal suo maestro. Compare in un cameo nell'ultimo episodio di Fate/stay night: Unlimited Blade Works, mentre gli avvenimenti legati alle sue indagini sul mondo magico e le sue istituzioni sono narrate nella serie di light novel Lord El-Melloi II-sei no jikenbo. È doppiato in giapponese da Daisuke Namikawa e in italiano da Gabriele Patriarca da ragazzo e Alessandro Rigotti da adulto.